# Uenoa arcuata
Uenoa arcuata är en nattsländeart som beskrevs av Wiggins, Weaver och Unzicker 1985. Uenoa arcuata ingår i släktet Uenoa och familjen Uenoidae. Inga underarter finns listade i Catalogue of Life.